# عبد الله البرغوثي

جزء من كتب عبد الله البرغوثي

عبد الله غالب عبد الله البرغوثي (اختصارًا: أبو أسامة)؛ (ولد في 1972م، الكويت) هو مقاوم فلسطيني، ومهندس، وقائد كتائب عز الدين القسام سابقا في الضفة الغربية، وأسير في السجون الإسرائيلية، يقضي حاليا حكما من أعظم الأحكام في التاريخ بالسجن المؤبد 67 مرة، إضافة إلى خمسة آلاف ومائتي (5200) عامًا؛ لمسؤوليته عن مقتل 67 إسرائيلياً في سلسلة عمليات نفذت بين عامي 2000 و2003م؛ يعَدُّ خليفة يحيى عياش في إدارة العمليات التفجيرية. تنحدر أصوله من بلدة بيت ريما في فلسطين.

## نشأته وعمله
ولد في الكويت عام 1972، حيث كانت تقيم أسرته قبل أن تبدأ حرب الخليج الأولى التي شارك فيها ضد القوات الأمريكية ولم يكن قد أكمل الثامنة عشرة من عمره، اعتقل على إثرها مدة شهر، وأفرج عنه بعد نهاية الحرب، وعاد إلى الأردن حيث أقامت العائلة. فتح عبد الله محلا لميكانيكا السيارات التي كانت هوايته، إضافة إلى عشقه لممارسة الجودو التي بدأها في الكويت واستمر يمارسها بعد عودته إلى الأردن. لم تفلح تجربته العملية في سد الأموال التي استدانها لفتح المحل، فكان أن سافر إلى كوريا الجنوبية لإكمال تعليمه الجامعي، وهناك بدأ بدراسة الأدب الكوري بعد إتقانه للغة، وانتقل إلى الهندسة الإلكترونية في مجال تصميم وتصنيع اللواقط الفضائية، دون أن يستطيع إنهائها. وتزوج من إحدى الفتيات الكوريات، ومكث هناك خمس سنوات.
عاد سنة 1998 إلى عمان ومعه زوجته الكورية ليواصل رحلة التجارة، قبل أن ينفصل عن زوجته لرفضها زواجه الثاني بسبب أمله في إنجاب الأطفال، وتغير مسار حياته وانحنى إلى التدين، وعمل في إحدى شركات تصنيع التلفزيونات كمهندس إلكترونيات. واستقر بقريته بيت ريما بقضاء رام الله، ورزق بنتين هما صفاء وتالا وولد اسماه أسامة. ولم يكن عبد الله يحمل بطاقة هوية فلسطينية لأن عائلته كانت قد فقدت المواطنة أثناء وجودها في الكويت، ولكنه استطاع القدوم إلى فلسطين عن طريق تصريح الزيارة. وهناك شرع بتأسيس عائلته التي ستعيش معه فترة مطاردته وإشرافه على تنفيذ عدة عمليات ضد أهداف في إسرائيل.

## الانخراط مع القسام
لم يكن أي من المحيطين به يعلم عن مهاراته الابداعية في مجال تصنيع المتفجرات، وبعد طول بحث، أرشده حدسه لابن عمه بلال البرغوثي -المحكوم عليه حالياً ب16 مؤبد- بعلاقة بالعمل العسكري، وفي بداية شهر أيار من العام اصطحبه عبد الله إلى منطقة نائية قرب بيت ريما واخذ قطعة صغيرة جدا من مادة متفجرة وقام بتصنيعها وتفعيلها أمام بلال الذي ذهل للطاقة التفجيرية التي أحدثتها، انطلق بلال مباشرة إلى مدينة نابلس لإخبار قائده في الكتائب أيمن حلاوة تفاصيل ما حدث. هناك طلب بلال البرغوثي من عبد الله البرغوثي الانضمام لصفوف كتائب القسام حسب أوامر أيمن. عمل المهندس على إنتاج العبوات الناسفة وإنتاج مواد سامة من «البطاطا» بالإضافة إلى إنتاج الصواعق، وأقام البرغوثي معملا خاصا للتصنيع العسكري في أحد المخازن في بلدته. وكانت أحلام التميمي من بين المتعاونين معه. بلغ مجموع القتلى في العمليات من تنسيق وتدبير عبد الله البرغوثي نحو 66 إسرائيلي وأكثر من 500 جريح. من بين العمليات البارزة التي شارك فيها عملية سبارو التي شكلت الشرارة الأولى، وعملية الجامعة العبرية، ومقهى «مومنت»، والنادي الليلي في مستوطنة «ريشون لتسيون» قرب تل أبيب وقتل فيها نحو 35 إسرائيلي وجرح 370 آخرين.

### الاعتقال
خلال عمليات بحثه عن شقة سكنية، رصده أحد العملاء وهو صاحب لمكتب عقارات وتأجير شقق، لم يتعرف العميل عليه من اسمه لانه كان يستخدم اسماً مستعاراً، لكنه تعرف عليه من ملامحه ومن إحدى الصور التي التقطتها إحدى الكاميرات الموجودة في مكتبه، وعرض العميل الصورة على الشاباك فتعرفوا على شخصه وهكذا استدرج من خلال موعد اتفق عليه لمشاهدة إحدى الشقق بجوار بلدية البيرة
وفي صباح يوم 5 مارس 2003 توجه إلى المشفى صباحا لمعالجة ابنته تالا عند طبيب العيون، ولأن والدتها كانت على فراش المرض. ولان كل مرافقيه كانوا مطلوبين للاحتلال فقد اضطر للذهاب بنفسه لمعالجتها. لم يكن الطبيب المعالج قد حضر في موعده المحدد، وقيل له أنه سيحضر خلال ساعة أو أكثر، ولأن هناك موعد له مع صاحب مكتب تأجير الشقق اضطر لاخذ ابنته معه للموعد قبل علاجها على أمل رؤيته للشقة والعودة لمشفى العيون. وما ان وصل إلى موقف بلدية البيرة وعلى يديه ابنته تالا حتى هاجمه كلبان بوليسيان فقذف ابنته إلى السيارة وأغلقها عليها محاولا التصدي لهما الذي بدأ أحدهما بنهش قدمه والآخر بنهش السترة الشتوية الذي كان يرتديها. قبل ان يتمكن من التخلص منهما كانت مجموعة من الاحتلال تحيط به مصوبة بنادق رشاشاتها نحوه فألقوه على الأرض وكبلوه واقتادوه إلى سيارة كانت حولهم عندما هاجموه.

### أعلى حكم لأسير فلسطيني في التاريخ
على الرغم من أن أقصى مدة تحقيق مسموح بها قانونياً لا تتجاوز 90 يوما، إلا أن التحقيق المتواصل مع التعذيب استمر معه مدة زادت عن 5 أشهر، حيث اعتقل في مارس وخرج من التحقيق في نهاية شهر أغسطس من نفس العام، وفي 30 نوفمبر 2003، عقدت المحكمة العسكرية الإسرائيلية جلسة عاجلة نطقت فيها بالحكم النهائي وذلك ب 67 مؤبد إضافة إلى 5200 عام. وهو أعلى حكم ضد اسير فلسطيني.
يمكث في زنزانة انفرادية منذ اعتقاله سنة 2003. واعتبارا من 12 أبريل 2012 خاض إضرابا مفتوحا عن الطعام حتى تحقيق مطلبيه المتمثلين بالخروج من العزل الانفرادي والسماح له بلقاء والديه اللذين لم يرهما منذ العام 2000.
أجرت السلطات الإسرائيلية مفاوضات معه حول صفقة شاليط بصفته قياديا في كتائب القسام.

## مؤلفاته
وضع عبد الله البرغوثي عددًا من المؤلفات، منها:
- «الماجدة ذكريات بلا حبر وورق»، 2012
- «أمير الظل: مهندس على الطريق»، 2012.[8]
- «المقصلة وجواسيس الشاباك الصهيوني»، 2013.[9] (LCCN 2014-354666)
- «الميزان جهاد الدعوة ودعوة المجاهدين»، 2013
- «فلسطين العاشقة والمعشوق»، 2015
- «المقدسي وشياطين الهيكل المزعوم»، 2015. (LCCN 2014-354667)
- «بوصلة المقاومة»، 2015
- «معتوه في دائرة العقلاء»، 2016 (ردمك 9789957606909)
- «مهندس على الطريق2: الشهيد الحي»، 2016.[10] (ردمك 9789957606671)
- «المهندس: ملاك الرحمة»، 2017
- «ورود برائحة الدم»، 2020
- «شريعة الغاب والخرافة»، 2022

## إعادته للعزل الانفرادي
عزلته قوات الاحتلال الصهيوني يوم الأحد 31 مايو 2015، عقب مكالمة أجراها مع إذاعة محلية في غزة، من داخل سجنه.
فإن إدارة سجن رامون أخرجت الأسير البرغوثي إلى زنازين الحبس الإنفرادي للسجن كإجراء عقابي ضده.
وكانت مصلحة السجون وإدارة سجن رامون في النقب، توعدته بإيقاع أقصى العقوبات بحقه، وذلك بعد المكالمة التي أجراها مع برنامج (أحرار) في محطة إذاعية بغزة يوم السبت 31 مايو 2015.
ودعا البرغوثي، في مكالمته قيادة المقاومة وحركة المقاومة الإسلامية (حماس) وجناحها العسكري كتائب القسام إلى عدم الاستعجال والتسرع في إنجاز صفقة تبادل مع الكيان الصهيوني، قائلا: «الأسرى مستعدون للصبر، ثابتون ثابتون».